# Хачпар
Хачпар (вірм. Խաչփառ) — село в марзі Арарат, у центрі Вірменії. Село розташоване за 10 км на північний захід від міста Масіс, за 10 км на південний схід від міста Вагаршапата сусіднього марзу Армавір, за 1 км на південний захід від села Азаташен та за 3 км на північний схід від села Айаніст.